# Magnar Isaksen
Magnar Nikolai Isaksen (Kristiansund, 13 d'octubre de 1910 - Oslo, 8 de juny de 1979) fou un futbolista noruec de la dècada de 1930.
Disputà 14 partits amb la selecció de futbol de Noruega, amb la qual guanyà la medalla de bronze als Jocs Olímpics de 1936 i participà en el Mundial de 1938. Pel que fa a clubs, defensà els colors del Kristiansund FK i el Lyn Oslo.